# Acavoidea
Acavoidea é uma superfamília taxonômica de caracóis e lesmas terrestres que respiram ar, moluscos gastrópodes pulmonados terrestres no grupo Sigmurethra.
Esta taxonomia foi baseada no estudo de Nordsieck, publicado em 1986.

## Taxonomia
As famílias dentro da superfamília Acavoidea são as seguintes:
- Família Acavidae Pilsbry, 1895
- Família Caryodidae Conolly, 1915
- Família Dorcasiidae Conolly, 1915
- Família Macrocyclidae Thiele, 1926
- Família Megomphicidae HB Baker, 1930
- Família Strophocheilidae Pilsbry, 1902